# Yasukuni (Film)
Yasukuni (靖国) ist ein 2007 erschienener Film des in Japan lebenden chinesischen Regisseurs Li Ying (vereinfachtes Chinesisch: 李缨; traditionelles Chinesisch: 李纓; Pinyin: Lĭ Yīng). Die Realisierung des Films dauerte zehn Jahre und wurde auf dem Pusan International Film Festival 2007, dem World Cinema Competition Sundance Film Festival 2008 und der Berlinale 2008 gezeigt. Außerdem gewann er den Preis für den besten Dokumentarfilm auf dem Hong Kong International Film Festival.

## Handlung
Der Film befasst sich mit der Geschichte des Yasukuni-Schreins in Chiyoda, Tokio, wo mehr als 2 Millionen der japanischen Kriegstoten beigesetzt sind. Mehr als 1000 von ihnen sind Kriegsverbrecher, die vor dem Tokioter Tribunal 1946–48 verurteilt wurden, darunter 14 Kriegsverbrecher der Klasse A wie Tōjō Hideki. Der Film zeigt nicht nur die Kontroversen, die mit dem Schrein in Verbindung gebracht werden, sondern wirft einen detaillierten Blick auf die Schwertmachertradition des Schreins, wobei das Yasukuni-Schwert das Grundmotiv des Films ist. Der Film begleitet auch den 90-jährigen Naoji Kariya, den letzten lebenden Yasukuni-Schwertmacher, bei der Arbeit an seiner vermutlich letzten Kreation.

## Projekt
Li Ying erklärte, dass der Film ein gemeinsames asiatisches Projekt war – der Filmeditor war Japaner, ebenso wie der Kameramann, der einen Verwandten hat, der in Yasukuni begraben ist. Die Produktion erhielt eine Subvention von ¥ 7,5 Millionen vom Japan Arts Council im Geschäftsjahr 2006.

## Reaktionen
Der Film hat in Japan starke Reaktionen hervorgerufen: Rechtsgerichtete japanische Nationalisten gelang es, die geplanten Vorführungen in mehreren Kinos in Tokio zu verhindern. Bei einer speziellen Vorführung für japanische Abgeordnete am 12. März 2008, die von der japanischen Agentur für kulturelle Angelegenheiten arrangiert und von einer Gruppe konservativer Mitglieder der regierenden Liberaldemokratischen Partei initiiert wurde, welche die Objektivität des Films in Frage stellten, die erforderlich ist, um eine öffentliche Subvention zu erhalten. Diese Gesetzgeber, darunter Tomomi Inada, riefen zu einem Boykott des Films auf. An dritter Stelle standen Behauptungen sowohl von Naoji Kariya als auch des Yasukuni-Schreins, dass der Film ihre Porträtrechte verletze. Die Directors Guild of Japan äußerte ihre Besorgnis über eine mögliche Verletzung der Meinungsfreiheit, und als Folge der Proteste der Politiker wurde der Film nur in etwa zehn Kinos gezeigt – in Tokio gar nicht.
Am 3. April 2008 meldete AFP, dass einige regionale Kinos in Japan den Film trotz des Drucks der Nationalisten weiterhin zeigen würden. Das Seventh Art Theatre im Westen Osakas plante, den Film im Mai zu zeigen. In dem Bericht wurden die beiden Kinobetreiber aus Kyoto und Hiroshima, die den Film ebenfalls zeigen wollten, nicht genannt.
Der Film wurde schließlich am 3. Mai 2008 in Tokio unter strengen Sicherheitsvorkehrungen der Polizei der japanischen Öffentlichkeit vorgestellt. Yutada Okada, Präsident von Argo Pictures, beschrieb die ausverkaufte Vorführung als sicher und reibungslos. Die Kinobesucher standen zwei Stunden vor der ersten Vorstellung Schlange. Die Rückmeldungen des Publikums waren positiv, sie beschrieben den Film als objektiv und kriegsgegnerisch, sowie als aufklärend für die japanischen Bürger über den Schrein selbst.